# Severni otoki
Severni otoki (škotsko Northern Isles; škotskogelsko Na h-Eileanan a Tuath; staronordijsko Norðreyjar; severnogermansko Nordøjar) so veriga (ali arhipelag) otokov ob severni obali celinske Škotske. Podnebje je hladno in zmerno, nanj pa močno vplivajo okoliška morja. Obstajata dve glavni skupini otokov: Shetlandski otoki in Orkneyjski otoki. Skupno je naseljenih 36 otokov, pri čemer so rodovitni kmetijski otoki Orkney v nasprotju z bolj razgibanimi Shetlandskimi otoki na severu, kjer je gospodarstvo bolj odvisno od ribolova in bogastva nafte v okoliških morjih. Na obeh arhipelagih se razvija industrija obnovljivih virov energije. Imajo skupno piktsko in nordijsko zgodovino in so bili del Kraljevine Norveške, preden so jih v 15. stoletju vključili v Kraljevino Škotsko. Otoki so imeli pomembno pomorsko vlogo med svetovnimi vojnami 20. stoletja.
Turizem je pomemben za oba arhipelaga z značilnimi prazgodovinskimi ruševinami, ki igrajo ključno vlogo pri njuni privlačnosti, poleg tega pa obstajajo redne trajektne in letalske povezave s celinsko Škotsko. Skandinavski vpliv ostaja močan, zlasti v lokalni folklori in obe otoški verigi imata močno, čeprav ločeno lokalno kulturo. V imenih otokov prevladuje nordijska dediščina, čeprav nekateri morda ohranjajo predkeltske elemente.

## Geografija
Besedna zveza Severni otoki se na splošno nanaša na glavne otoke arhipelaga Orkney in Shetland. Otok Stroma, ki leži med celinsko Škotsko in Orkneyjem, je del Caithnessa, zato za namene lokalne vlade spada pod pristojnost območja Highland Council in ne Orkneyja. Kljub temu je očitno eden od 'severnih otokov' Škotske. Fair Isle in Foula sta obrobje Shetlanda, vendar bi se običajno štela za del Shetlanda in s tem Severnih otokov. Podobno sta Sule Skerry in Sule Stack, čeprav sta oddaljena od glavne skupine, del Orkneyja in torej tehnično med Severnimi otoki. Vendar pa so drugi majhni otoki, ki ležijo ob severni obali Škotske, v Višavju in se zato običajno ne štejejo za del Severnih otokov.
Orkney ima 20 naseljenih otokov, Shetland pa 16.
Orkney je 16 kilometrov severno od obale celinske Škotske in je od nje ločen z vodami Pentland Firth. Največji otok Orkney, znan kot celina, ima površino 523,25 kvadratnih kilometrov, zaradi česar je šesti največji škotski otok. Njegovo skupno prebivalstvo je bilo leta 2001 19.245, njegovo največje mesto pa je Kirkwall.
Shetland je približno 170 kilometrov severno od celinske Škotske. Pokriva površino 1468 kvadratnih kilometrov, njegova obala pa je dolga 2702 kilometra. Lerwick, glavno mesto in največje naselje, ima okoli 7500 prebivalcev. Približno polovica celotnega prebivalstva otočja, ki šteje 22.000 ljudi, živi znotraj 16 kilometrov od mesta.

## Geologija
Površinska kamnina Orkneyjskih otokov je skoraj v celoti stari rdeči peščenjak, večinoma srednje devonske starosti. Tako kot v sosednjem celinskem okrožju Caithness tudi ta peščenjak leži na metamorfnih kamninah serije Moine. To je mogoče videti na celini Orkneya, kjer je izpostavljen ozek pas starejše kamnine med Stromnessom in Inganessom, in tudi na majhnem otoku Graemsay.
Srednjedevonske bazaltne vulkanske kamnine najdemo na zahodnem Hoyu, na Deernessu v vzhodni celini in na Shapinsayu. Predlagana je bila korelacija med vulkani Hoy in drugima dvema izpostavljenostma, vendar zaradi razlik v njuni kemični sestavi to ostaja negotovo. Lamprofirske nasipe pozne permske starosti najdemo po celem Orkneyju. Ledeniške proge in prisotnost krede in kremenčevih eratikov, ki izvirajo iz dna Severnega morja, kažejo na vpliv delovanja ledu na geomorfologijo otokov. Veliko je tudi balvanske gline, znatne površine pa pokrivajo morene.
Geologija Shetlandskih otokov je precej drugačna od geologije Orkneyjskih. Je izjemno kompleksna, s številnimi prelomi in pregibnimi osmi. Shetlandski otoki so severna predstraža kaledonske orogeneze in tam so izdanki metamorfnih kamnin Lewisian, Dalriadan in Moine, katerih zgodovina je podobna zgodovini njihovih primerkov na škotski celini. Obstajajo tudi majhne usedline starega rdečega peščenjaka in vdori granita. Najznačilnejša geološka značilnost Shetlanda so ultrabazični ofiolit, peridotit in gabro na Unstu in Fetlarju, ki so ostanki dna Japetovega oceana. V okoliških morjih so naftonosni sedimenti, od katerih je odvisen velik del gospodarstva Shetlanda.
Geološki dokazi kažejo, da je nekje okoli leta 6100 pr. n. št. cunami, ki so ga povzročili Storegga Slides, prizadel severne otoke (kot tudi velik del vzhodne obale Škotske) in morda povzročil val, visok do 25 metrov na območju Shetlanda, kjer je sodobna populacija največja.

## Podnebje
Severni otoki imajo hladno, zmerno podnebje, ki je zaradi vpliva okoliških morij in Zalivskega toka izjemno blago in enakomerno za tako severno zemljepisno širino. Na Shetlandskih otokih so povprečne najvišje temperature 5 °C februarja in 15 °C avgusta. Temperature nad 21 °C so redke. Obdobje brez zmrzali je lahko kratko do tri mesece.
Povprečna letna količina padavin je 982 milimetrov na Orkneyju in 1168 milimetrov na Shetlandu.[21] Vetrovi so ključna značilnost podnebja. Poleti skoraj nenehno pihajo vetrovi. Pozimi so pogosti močni vetrovi: Orkney ima v povprečju 52 ur neurja letno. Vetrna elektrarna Burradale v Shetlandu, ki deluje s petimi turbinami Vestas V47 660 kW, je v letu 2005 dosegla svetovni rekord 57,9 % zmogljivosti zaradi vztrajnih močnih vetrov.
Sneženje je običajno omejeno na obdobje od novembra do februarja in redkokdaj leži na tleh dlje kot en dan. Med aprilom in avgustom pade manj dežja kot v drugih obdobjih leta, vendar noben mesec nima povprečne količine padavin manj kot 50 mm. V Shetlandu je v povprečju 1082 ur svetlega sonca na leto, oblačni dnevi pa so pogosti.
Za turiste so ena od fascinacij otokov njihova 'nočna' poletja. Na najdaljši dan v Shetlandu je več kot 19 ur dnevne svetlobe in nikoli se popolnoma ne stemni. Dolg mrak je na severnih otokih znan kot simmer dim. Zimske noči so ustrezno dolge, z manj kot šestimi urami dnevne svetlobe sredi zime. V tem letnem času je polarni sij občasno mogoče opaziti na severnem obzorju med zmerno avroralno aktivnostjo.

## Prazgodovina
Na Orkneyjskih otokih so številni pomembni prazgodovinski ostanki, zlasti iz obdobja neolitika. Štirje od teh ostankov sestavljajo središče neolitskega Orkneyja, ki je na Unescovem seznamu svetovne dediščine (kot tako imenovano leta 1999). To so: Skara Brae; Maeshowe; Stones of Stenness; in Ring of Brodgar. Neolitska kmetija Knap of Howar na otoku Papa Westray je verjetno najstarejša ohranjena hiša v severni Evropi. Ta zgradba je bila naseljena 900 let, od okoli leta 3700 pred našim štetjem, vendar je bila očitno zgrajena na mestu še starejše naselbine.
Shetlandski otoki so tudi izjemno bogati s fizičnimi ostanki iz prazgodovinskih obdobij: vsebujejo skupno več kot 5000 arheoloških najdišč. Na otoku Fetlar je ločilni zid iz neolitika, ki se je nekoč raztezal 4 kilometre čez otok. Znan je kot Funzie Girt. Vendar je železna doba tista, ki je zagotovila najbolj izjemno arheologijo v Shetlandskih otokih. V tem času so bili postavljeni številni brohi (stolpi). Najboljši ohranjen primer teh značilnih okroglih stolpov je Broh iz Mousa. Leta 2011 se je območje, znano kot Crucible of Iron Age Shetland, ki vključuje Broh iz Mousa, Old Scatness in Jarlshof, pridružilo poskusnemu seznamu območij svetovne dediščine Združenega kraljestva.